# Aulotrachichthys latus
Aulotrachichthys latus – gatunek ryby z rodziny gardłoszowatych (Trachichthyidae). 

## Zasięg występowania
A. latus występuje na Filipinach i w południowej Indonezji. Jest rybą morską żyjącą na głębokości od 164 do 723 metrów.

## Opis
Ma zdolności bioluminescencyjne. Jest niegroźna dla człowieka. 